# Nectopsyche nigricapilla
Nectopsyche nigricapilla är en nattsländeart som först beskrevs av Luisa Eugenia Navas 1920.  Nectopsyche nigricapilla ingår i släktet Nectopsyche och familjen långhornssländor. Inga underarter finns listade i Catalogue of Life.